# 올림픽 세르비아 선수단
올림픽 세르비아 선수단은 세르비아를 대표하여 올림픽에 참가하는 선수단이다. 세르비아는 1912년 세르비아 왕국이라는 이름으로 처음으로 올림픽에 참가했다. 세르비아는 2008년 하계 올림픽을 통해 96년 만에 독립팀으로 올림픽에 복귀했다.

## 같이 보기
- 분류:세르비아의 올림픽 참가 선수

## 참고 자료
- (영어) “세르비아”. SR/Olympic Sports. 2018년 12월 25일에 원본 문서에서 보존된 문서. 2011년 10월 30일에 확인함.